# موش جنگلی گوش‌بزرگ

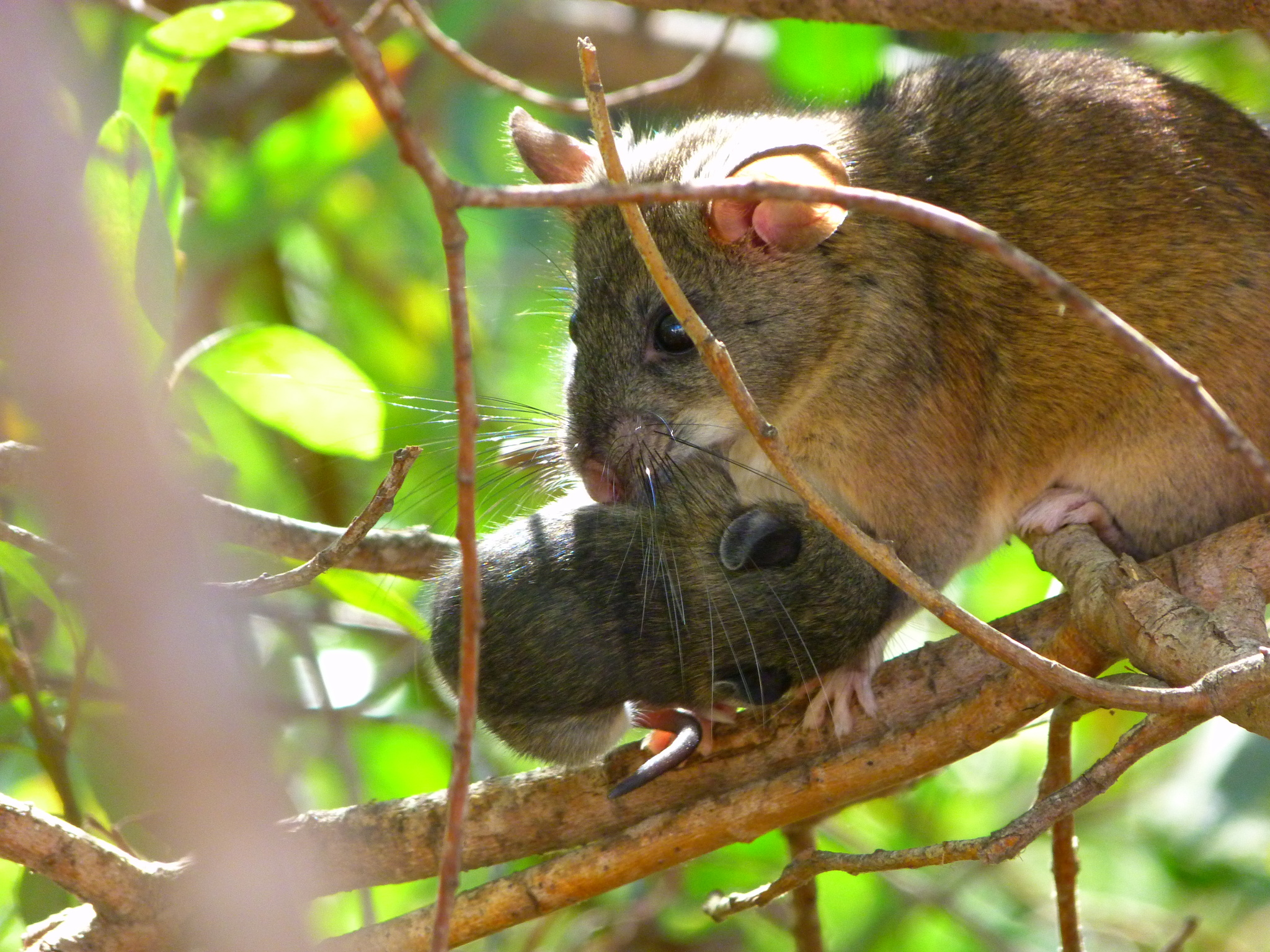
وودرات(موش جنگلی) گوش بزرگ (Neotoma macrotis)- گونه پستانداران

موش جنگلی گوش‌بزرگ (نام علمی: Neotoma macrotis) نام یک گونه از سرده موش کپه‌ساز است.